# Felsőnyék
Felsőnyék es un pueblo ubicado en el distrito de Tamási, en el condado de Tolna, Hungría.

## Superficie
Posee una superficie de 32,02 kilómetros cuadrados.

## Demografía
Hasta 2019 la población era de 974 habitantes, con una densidad de población de 30,42 habitantes por kilómetro cuadrado.